# Balze di Verghereto
Balze di Verghereto (Balze en usage local) est un village touristique situé dans les Apennins entre Toscane et Romagne, un hameau de la commune de Verghereto dans la province de Forlì-Cesena.

## Géographie
Balze di Verghereto est niché au pied d'une falaise rocheuse à une altitude de 1 091 m à peu de distance du mont Fumaiolo (1 408 mètres d'altitude) où se trouve la source du fleuve Tibre. Il est situé à l'extrême sud de la Romagne sur la frontière de deux régions : l'Émilie-Romagne et la Toscane.

## Histoire
L'origine du village de Balze est incertaine. L'endroit était certainement connu aux époques étrusque et  romaine, et durant le Moyen Âge plusieurs ermites, comme saint Albéric et saint Romuald, y ont érigé des monastères, tels que les abbayes de Vignola, Ocri et de la Cella. Les premières indications de communautés stables datent d'avant le XVe siècle, lorsque des petits groupes de bergers et de charbonniers ont commencé à vivre dans la région, riche en bois et pâturages.

## La forteresse
Un autre fait historique est la présence sur le site d'une petite forteresse, le Castrum Cotoli, située sur le sommet d'un affleurement de roche au pied du mont Fumaiolo, et qui est connue sous le nom de Rocca del Cotolo,. Depuis ce sommet, il était facile de contrôler les vallées des trois rivières qui se ramifient dans trois directions différentes : les fleuves Tibre au sud, Marecchia vers l'est et Savio au nord.
La position stratégique de la roche permettait facilement à une sentinelle de surveiller les deux voies obligatoires de passage entre la Romagne, les Marches (Montefeltro) et la Toscane (Casentino). Le territoire avait donc un intérêt stratégique pour les besoins défensifs, commerciaux, et pour le prélèvement de droits de passage.
De l'ancienne forteresse, il ne reste que quelques ruines ; une partie des murs de la tour de garde sur le sommet et les fondations de ce qui était probablement le logement des gardes. Les fouilles de l'endroit où s'élevait la tour, ont permis de trouver de nombreux vestiges de l'époque médiévale, dont des  pointes de flèche d'arbalète, qui témoignent de la présence d'une garnison militaire.

## Images

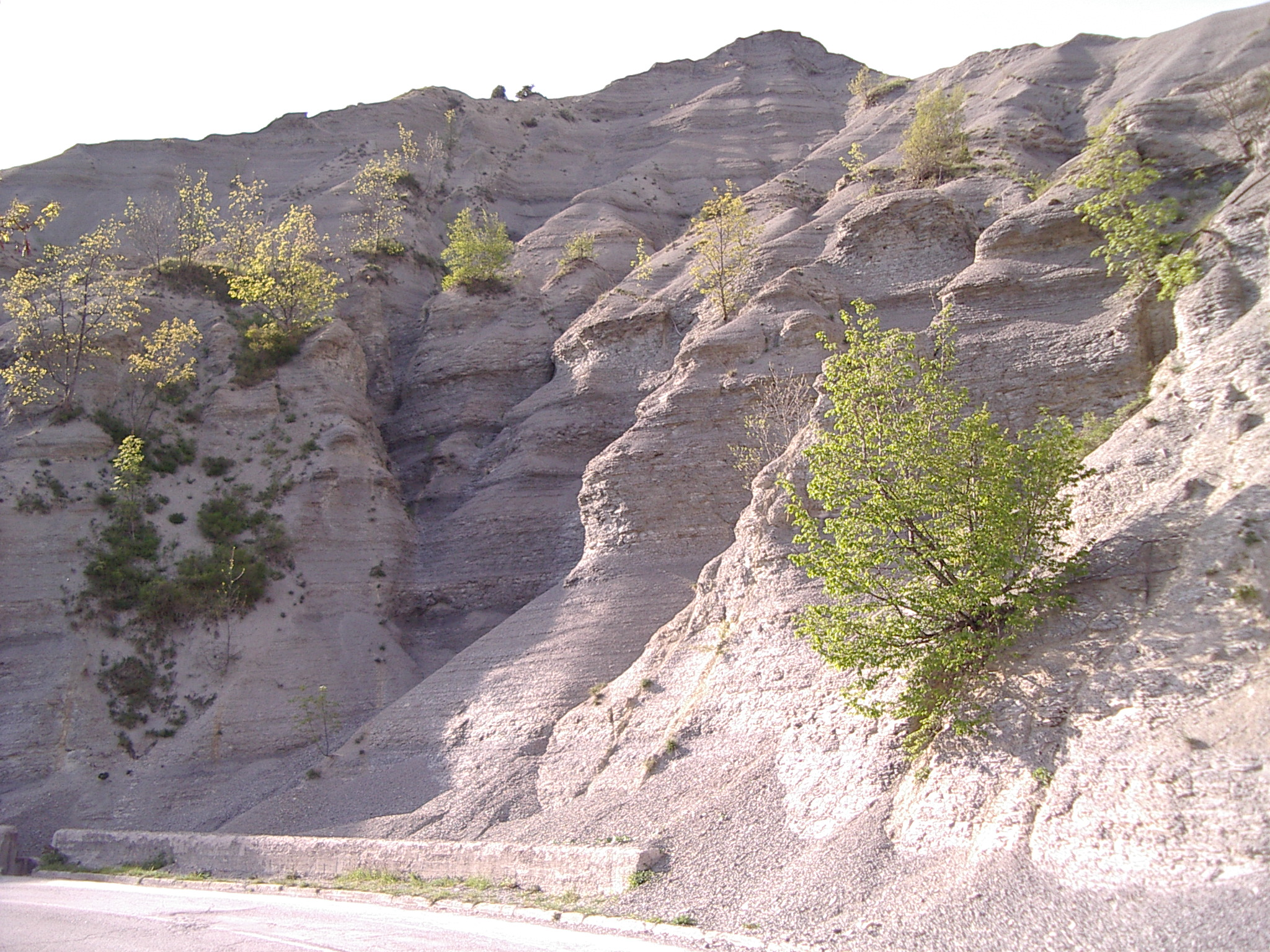
Calanques des marnes
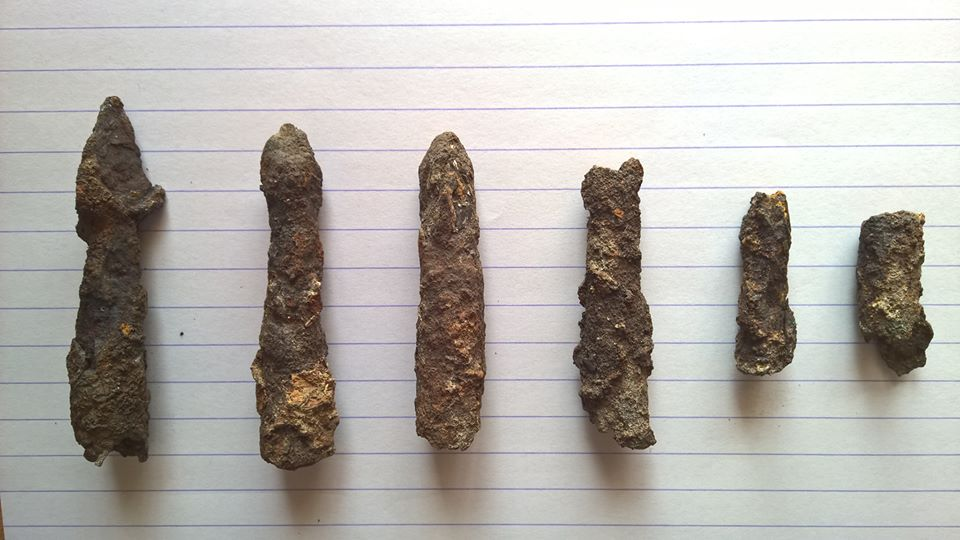
Pointes de flèches d'arbalète

## Légende
La tradition populaire fait remonter la naissance du village Balze à un événement miraculeux : le 17 juillet 1494, deux jeunes sœurs, l'une sourde et l'autre aveugle auraient été les témoins d'une apparition de la Vierge Marie au-dessus d'un rocher. À la suite de ce fait, elles seraient guéries de leur handicap. La nouvelle se répandit rapidement, et le rocher du miracle, situé près de divers monastères et lieux de retraites spirituelles devint un lieu de pèlerinage. Quelques années plus tard un petit oratoire dédié à la Vierge Marie (Madonna del Sasso) fut construit près du rocher, puis le village bâti autour prit le nom de Balze.